# Miréla Manjani
Miréla Manjani (gr. Μιρέλα Μανιάνι; Durazzo, 21 dicembre 1976) è un'ex giavellottista albanese naturalizzata greca, campionessa mondiale ed europea della specialità.

## Biografia
Nata in Albania, nel 1997 sposò il sollevatore di pesi Giorgios Tzelili, anch'egli albanese poi naturalizzato greco (il suo vero nome era Agim Xhelili). Presero la cittadinanza greca insieme e l'atleta, fino al divorzio nel 2002, era conosciuta anche come Miréla Manjani-Tzelili.
Nelle grandi competizioni ha ottenuto due ori mondiali, a Siviglia 1999 e a Parigi Saint-Denis 2003, oltre ad un argento a Edmonton 2001. Ai Giochi olimpici vanta un argento a Sydney 2000 ed un bronzo ad Atene 2004. Vanta anche un oro europeo, conquistato a Monaco di Baviera 2002.
Il suo primato personale, nonché record nazionale greco, lo ha stabilito ai Giochi olimpici di Sydney 2000 con la misura di 67,51 m.

## Record

### Seniores
Record nazionali greci
- Lancio del giavellotto: 67,51 m ( Sydney, 30 settembre 2000)

## Progressione

### Lancio del giavellotto
| Stagione | Risultato | Luogo       | Data      | Rank. Mond. |
| -------- | --------- | ----------- | --------- | ----------- |
| 2005     | 59,22 m   | Atene       | 11-6-2005 | 32ª         |
| 2004     | 64,29 m   | Atene       | 27-8-2004 | 5ª          |
| 2003     | 66,52 m   | Saint-Denis | 30-8-2003 | 1ª          |
| 2002     | 67,47 m   | Monaco      | 8-8-2002  | 1ª          |
| 2001     | 66,70 m   | Atene       | 16-6-2001 |             |
| 2000     | 67,51 m   | Sydney      | 30-9-2000 | 3ª          |
| 1999     | 67,09 m   | Siviglia    | 28-8-1999 | 2ª          |

## Palmarès
| Anno                            | Manifestazione    | Sede        | Evento                 | Risultato      | Prestazione | Note                                     |
| ------------------------------- | ----------------- | ----------- | ---------------------- | -------------- | ----------- | ---------------------------------------- |
| In rappresentanza dell' Albania |                   |             |                        |                |             |                                          |
| 1994                            | Mondiali juniores | Lisbona     | Lancio del giavellotto | 8ª             | 52,22 m     |                                          |
| 1994                            | Europei           | Helsinki    | Lancio del giavellotto | 22ª            | 49,96 m     |                                          |
| 1995                            | Europei juniores  | Nyíregyháza | Lancio del giavellotto | Argento        | 59,36 m     |                                          |
| 1995                            | Mondiali          | Göteborg    | Lancio del giavellotto | 12ª            | 55,56 m     |                                          |
| 1996                            | Giochi olimpici   | Atlanta     | Lancio del giavellotto | 24ª            | 55,64 m     |                                          |
| In rappresentanza della Grecia  |                   |             |                        |                |             |                                          |
| 1997                            | Mondiali          | Atene       | Lancio del giavellotto | 11ª            | 61,02 m     |                                          |
| 1998                            | Europei           | Budapest    | Lancio del giavellotto | 9ª             | 58,65 m     |                                          |
| 1999                            | Mondiali          | Siviglia    | Lancio del giavellotto | Oro            | 67,09 m     | Miglior prestazione personale            |
| 2000                            | Giochi olimpici   | Sydney      | Lancio del giavellotto | Argento        | 67,51 m     | Record nazionale                         |
| 2001                            | Mondiali          | Edmonton    | Lancio del giavellotto | Argento        | 65,78 m     |                                          |
| 2002                            | Europei           | Monaco      | Lancio del giavellotto | Oro            | 67,47 m     | Record dei campionati                    |
| 2003                            | Mondiali          | Saint-Denis | Lancio del giavellotto | Oro            | 66,52 m     | Miglior prestazione mondiale stagionale  |
| 2004                            | Giochi olimpici   | Atene       | Lancio del giavellotto | Bronzo         | 64,29 m     | Miglior prestazione personale stagionale |
| 2005                            | Mondiali          | Helsinki    | Lancio del giavellotto | Qualificazione | nm          |                                          |

## Altre competizioni internazionali
2003
- Argento in Coppa Europa ( Firenze), lancio del giavellotto - 63,13 m

2005
- 6ª in Coppa Europa ( Firenze), lancio del giavellotto - 57,21 m